# Водиці-при-Габровкі
Водиці-при-Габровкі (словен. Vodice pri Gabrovki) — поселення в общині Літія, Осреднєсловенський регіон, Словенія. Висота над рівнем моря: 693,5 м.